# Star Trek: Infinite
Star Trek: Infinite — відеогра в жанрі глобальної гранд-стратегії, розроблена аргентинською студією Nimble Giant Entertainment і видана Paradox Interactive для Windows і macOS 12 жовтня 2023 року.
Дія Star Trek: Infinite відбувається у всесвіті «Зоряного шляху», де гравці керують розвитком міжзоряної цивілізації. Star Trek: Infinite використовує основи ігрового процесу Stellaris — ранішої гри Paradox Interactive.

## Ігровий процес
Пропонується грати за Об'єднану Федерацію планет, клінґонів, ромуланців або кардасіанців. Кожна фракція має свій перелік цілей, який змінюється залежно від обставин, і унікальні здібності, що визначають стиль гри. Так, Федерація зосереджена на дослідженнях і дипломатії, клінґони — на відкритій війні, кардасіанці — на використанні рабської праці, а ромуланці — на шпигунстві та диверсіях. Крім головних фракцій в галактиці присутні менші, за які не можна грати, але яких можна залучити на свій бік.
Для свого розвитку фракція повинна колонізувати інші планети, на яких будуються загальні райони та окремі спеціальні споруди. Спеціалізуючись на певній галузі життя, планета отримує бонуси в цій галузі, але штрафи в інших. В грі існують персонажі, що призначаються губернаторами планет, дослідниками чи командувачами флотів.
Події гри відбуваються в епоху, що відповідає сюжету серіалу «Зоряний шлях: Наступне покоління». Деякі події та місця обов'язкові, вони забезпечують відповідність сюжету гри сюжетам попередніх творів. Наприклад, баджорці завжди з'являються між володіннями кардасіанців та Федерації, а бетазоїди — біля кордонів стартового простору Федерації. На пізніх етапах гри спільною загрозою стає вторгнення борґів, і кожна фракція має свої засоби протистояти йому.
Конструктор кораблів дозволяє налаштовувати космічні кораблі, обираючи для них оснащення та здібності, або автоматизувати цей процес.

## Сприйняття
Star Trek: Infinite отримала «змішані або посередні відгуки» згідно з агрегатором Metacritic, зібравши середню оцінку 67 зі 100 балів.
Гра отримала схвальні відгуки під час попередніх оглядів до вересня 2023 року.
Вілл Боргер з IGN описав попередню версію як хорошу роботу з перенесення «Зоряного шляху» в гру жанру глобальної стратегії. Він зазначив, що стиль гри за різні фракції суттєво відрізняється й водночас відповідає їхньому образу.
Алексис Онґ з Eurogamer описала Infinite більш критично: що вона більше нагадує поспішну відповідь на популярні модифікації до Stellaris. Гра, «схоже, не може вирішити, чи це вільне переосмислення, чи повноцінне дотримання „Шляху“».
У PC Gamer Рассел Аддерсон назвав її «грою за „Зоряним шляхом“ моєї мрії», особливо відзначивши систему дерева місій і використання загального сюжету «Зоряного шляху». Гра використовує базові точки історії вигаданого всесвіту та потім розгалужує можливі події. Для кожної фракції існує лише декілька великих за значенням рішень, однак, саме дрібні події складають головний інтерес.
Оглядач Polygon вказав, що, як і в Stellaris (на якій заснована Star Trek Infinite), бої тут нецікаві і перемога переважно досягається кількістю космічних кораблів. Натомість «У Infinite, як і в більшості „Зоряного шляху“, майбутнє будується за столом переговорів, а не на полі бою». Навіть базова версія може зацікавити на декілька днів і розумно буде очікувати випуску Paradox завантажуваного вмісту для неї.